# Rebelión de Skanderbeg
La rebelión de Skanderbeg fue una rebelión antiotomana de casi veinticinco años de duración dirigida por el sanjaco otomano renegado Skanderbeg en el territorio que pertenecía a los sanjacados otomanos de Albania en Albania, Dibra y Ocrida (en las modernas Albania y Macedonia del Norte). La rebelión fue el resultado de las victorias cristianas iniciales en la Cruzada de Varna en 1443. Tras la derrota otomana en la Batalla de Niš, Skanderbeg, entonces sanjaco del Sanjacado de Debar, creyó erróneamente que los cristianos lograrían expulsar a los otomanos de Europa. Al igual que muchos otros funcionarios regionales otomanos, desertó del ejército otomano para levantar una rebelión en su Sanjacado de Dibra y la región circundante. Al principio, su plan tuvo éxito y pronto grandes partes del Sanjacado de Dibra y partes del noreste del Sanjacado de Albania fueron capturadas por los rebeldes que también lucharon contra las fuerzas regulares otomanas en el Sanjacado de Ocrida.
La rebelión de Skanderbeg fue un raro caso de éxito de la resistencia de los cristianos durante el siglo XV y a través de su liderazgo llevó a los albaneses a la guerra de guerrillas contra los otomanos. La rebelión de Skanderbeg no fue, sin embargo, un levantamiento general albanés; muchos albaneses no se unieron a ella y algunos incluso lucharon contra ella por el sultán, ni sus fuerzas procedían exclusivamente de albaneses. Su revuelta representa más bien una reacción de ciertos sectores de la sociedad local y de los señores feudales contra la pérdida de privilegios y las exacciones del gobierno otomano, que resentían. Además, los rebeldes lucharon contra miembros de sus propios grupos étnicos, ya que las fuerzas otomanas, tanto los comandantes como los soldados, también estaban compuestas por gente local (albaneses, eslavos, valacos, griegos y timadores turcos). 
Skanderbeg consiguió capturar Krujë utilizando una carta falsificada del sultán y, según algunas fuentes, empaló a los oficiales otomanos capturados que se negaban a ser bautizados en el cristianismo. El 2 de marzo de 1444 los jefes y nobles regionales albaneses se unieron contra el Imperio Otomano y establecieron una alianza (Liga de Lezhë) que se disolvió en 1479.
Debido a los frecuentes conflictos entre familias rivales en Albania durante la rebelión de Skanderbeg, en particular entre Skanderbeg y Lekë Dukagjini, el estudioso de los estudios albaneses Robert Elsie describió el período más bien como una guerra civil albanesa.

## Antecedentes
En Albania, la rebelión contra los otomanos ya llevaba años ardiendo antes de que Skanderbeg desertara del ejército otomano. La revuelta anterior más notable fue la revuelta de 1432-36 dirigida principalmente por Gjergj Arianiti. Aunque Skanderbeg fue convocado por sus parientes durante esta rebelión, permaneció leal al sultán y no luchó contra los otomanos. Después de que esta rebelión fuera reprimida por los otomanos, Arianiti volvió a rebelarse contra los otomanos en la región de Albania central en agosto de 1443.
Skanderbeg decidió abandonar su posición de sanjaco otomano y rebelarse contra los otomanos sólo después de la victoriosa Cruzada de Varna en 1443. Los éxitos de los cruzados inspiraron la revuelta de Skanderbeg y la de Constantino XI Paleólogo en el Despotado de Morea. A principios de noviembre de 1443, Skanderbeg desertó de las fuerzas del sultán Murad II durante la batalla de Niš, mientras luchaba contra los cruzados de Juan Hunyadi. Skanderbeg abandonó el campo junto con otros 300 albaneses que servían en el ejército otomano. Inmediatamente dirigió a sus hombres hacia Krujë, donde llegó el 28 de noviembre, y mediante el uso de una carta falsificada del sultán Murad al gobernador de Krujë se convirtió en señor de la ciudad. Para reforzar su intención de hacerse con el control de los antiguos dominios de Zeta, Skanderbeg se proclamó heredero de la familia Balšić. Tras capturar algunos castillos circundantes de menor importancia (Petrela, Prezë, Guri i Bardhë, Svetigrad, Modrič y otros) y, finalmente, hacerse con el control de más de los dominios de su padre Gjon Kastrioti, Skanderbeg abjuró del Islam y se proclamó vengador de su familia y de su país. Izó una bandera roja con un águila bicéfala negra: Albania utiliza una bandera similar como símbolo nacional hasta el día de hoy.

## Fuerzas
La rebelión de Skanderbeg no fue un levantamiento general de albaneses. Los habitantes de las grandes ciudades de Albania en el sur controlado por los otomanos y en el norte dominado por los albano-venecianos no lo apoyaron, mientras que sus seguidores además de albaneses eran también eslavos, valacos y griegos. Los rebeldes no lucharon contra invasores «extranjeros», sino contra miembros de sus propios grupos étnicos, ya que las fuerzas otomanas, tanto los jefes como los soldados, también estaban compuestas por gente de la región (albaneses, eslavos, valacos y turcos timar). Dorotheos, el Arzobispo de Ohrid y los clérigos y boyardos del propio Arzobispado de Ohrid, junto con un número considerable de ciudadanos cristianos de Ohrid, fueron deportados por el sultán a Estambul en 1466 debido a sus actividades antiotomanas durante la rebelión de Skanderbeg. La rebelión de Skanderbeg también fue apoyada por los griegos de la Morea. Según Fan S. Noli, el consejero más fiable de Skanderbeg era Vladan Jurica.

### Liga de Lezhë (1444-1450)
El 2 de marzo de 1444, los jefes regionales albaneses y serbios se unieron contra el Imperio otomano. Esta alianza (la Liga de Lezhë) se forjó en la ciudad veneciana de Lezhë. Un par de meses después, las fuerzas de Skanderbeg robaron el ganado de los ciudadanos de Lezhë y capturaron a sus mujeres y niños. Los principales miembros de la liga eran los Arianiti, la Balšić, la Dukagjini, la Muzaka, la Spani, la Thopia y la Crnojevići. Todos los historiadores anteriores y muchos modernos aceptaron las noticias de Marin Barleti sobre este encuentro en Lezhë (sin darle la misma importancia), aunque ningún documento veneciano contemporáneo lo menciona. Barleti se refirió a la reunión como el generalis concilium o universum concilium [consejo general o completo]; el término "Liga de Lezhë" fue acuñado por historiadores posteriores.

## Primeras batallas
Kenneth Meyer Setton afirma que la mayoría de los relatos sobre las actividades de Skanderbeg en el periodo 1443-1444 deben mucho más a la fantasía que a los hechos. Poco después de que Skanderbeg capturara Krujë utilizando la carta falsificada para tomar el control de Zabel Pasha, sus rebeldes lograron capturar muchas fortalezas otomanas, incluyendo la estratégicamente muy importante Svetigrad (Kodžadžik) tomada con el apoyo de Moisi Arianit Golemi y 3000 rebeldes de Debar. Según algunas fuentes, Skanderbeg empaló a los oficiales otomanos capturados que se negaban a ser bautizados en el cristianismo.
La primera batalla de los rebeldes de Skanderbeg contra los otomanos se libró el 10 de octubre de 1445, en la montaña Mokra. Según Setton, después de que Skanderbeg saliera supuestamente victorioso en la Batalla de Torvioll, se dice que los húngaros cantaron alabanzas sobre él e instaron a Skanderbeg a unirse a la alianza del Hungría, el Papado y el Ducado de Borgoña contra los otomanos. En la primavera de 1446, con ayuda de los diplomáticos de Dubrovnik, Skanderbeg solicitó el apoyo del Papa y del Reino de Hungría para su lucha contra los otomanos.

### Guerra contra Venecia
Marin Span fue comandante de las fuerzas de Skanderbeg que perdieron la fortaleza Baleč ante las fuerzas venecianas en 1448 durante la Guerra de Skanderbeg contra Venecia. Marin y sus soldados se retiraron hacia Dagnum tras ser informados por su pariente Peter Span sobre las grandes fuerzas venecianas que se dirigían hacia Baleč.

## Tratado de Gaeta
El 26 de marzo de 1450 se estipuló un tratado político en Gaeta entre Alfonso V por el Reino de Nápoles y Stefan, obispo de Krujë, y Nikollë de Berguçi, embajadores de Skanderbeg. En el tratado Skanderbeg se reconocería vasallo del Reino de Nápoles, y a cambio tendría la protección del Reino frente al Imperio Otomano. Después de que Alfonso firmara este tratado con Skanderbeg, firmó tratados similares con otros jefes de Albania: Gjergj Arianiti, Gjin Muzaka, George Stresi Balsha, Peter Spani, Paul Dukagjini]], Thopia Muzaka, Peter de Himara, Simon Zanebisha y Karlo Toco. A finales de 1450 Skanderbeg también pactó la paz con los otomanos y se obligó a pagar tributo al sultán.
Para seguir el tratado de Gaeta, Nápoles envió un destacamento de 100 soldados napolitanos al mando de Bernardo Vaquer al castillo de Kruje a finales de mayo de 1451. Vaquer fue nombrado comisario especial y se hizo cargo de Kruje en nombre del Reino de Nápoles y puso su guarnición bajo su mando.

## Consecuencias
Ivan Strez Balšić fue percibido por Venecia como el sucesor de Skanderbeg. Tras la muerte de Skanderbeg, Iván y su hermano Gojko Balšić, junto con Leke, Progon y Nicholas Dukagjini, siguieron luchando por Venecia. En 1469 Iván solicitó al Senado veneciano que le devolviera sus propiedades confiscadas que consistían en el Castillo Petrela, el woivodato de "Terra nuova" de Kruje (posición desconocida), el territorio entre Kruje y Durrës y las aldeas de la región de Bushnesh (hoy parte del municipio de Kodër-Thumanë). Venecia cedió en gran medida a los deseos de Ivan Balšić y lo instaló como sucesor de Skanderbeg.